# Hadrogyps
Hadrogyps is een geslacht van uitgestorven condors behorend tot de Cathartidae die in het Mioceen in Noord-Amerika leefde. De typesoort is Hadrogyps aigialeus.

## Fossiele vondst
Van Hadrogyps zijn fossielen gevonden in de Sharktooth Hillformatie in de Amerikaanse staat Californië. De vondsten dateren uit het Midden-Mioceen (NALMA Barstovian, 13-15 miljoen jaar geleden). Hadrogyps is hiermee de oudst bekende condor.

## Kenmerken
Hadrogyps had het formaat van een hedendaagse koningsgier